# استانیسواف شوزدا
استانیسواف شوزدا (لهستانی: Stanisław Szozda; ۲۵ سپتامبر ۱۹۵۰ – ۲۳ سپتامبر ۲۰۱۳) دوچرخه‌سوار اهل لهستان بود.
وی همچنین برندهٔ جوایزی همچون صلیب لیاقت (لهستان) شده‌است.
وی در مسابقات کشوری و بین‌المللی در مجموع برندهٔ ۲ مدال طلا، ۳ مدال نقره، ۲ مدال برنز شده‌است.